# Galapagar
Galapagar és un municipi de la Comunitat de Madrid. Limita amb Collado Villalba, Colmenarejo, Torrelodones, Las Rozas de Madrid, El Escorial, San Lorenzo de El Escorial, Villanueva del Pardillo, Hoyo de Manzanares, Moralzarzal i Guadarrama.